# Record du Maroc de natation messieurs du 200 mètres 4 nages
Cet article présente l'évolution du record du Maroc de natation messieurs du 200 mètres 4 nages.

## Bassin de 50 mètres
| Temps         | Athlète          | Naissance | Âge | Club                  | Compétition                       | Lieu     | Date             |
| ------------- | ---------------- | --------- | --- | --------------------- | --------------------------------- | -------- | ---------------- |
| 2 min 10 s 37 | Slimane Lakhlifa | 1986      | 18  | WAC US Talence        |                                   | Lyon     | 19 décembre 2004 |
| -----         |                  |           |     |                       |                                   |          |                  |
| 2 min 08 s 28 | Morad Berrada    | 1991      | 19  | WAC Nautic Club Nîmes |                                   | Rennes   | 22 avril 2010    |
| 2 min 08 s 12 | Morad Berrada    | 1991      | 20  | WAC Nautic Club Nîmes | Championnats de France Jeunes (s) | Dijon    | 14 avril 2011    |
| 2 min 07 s 28 | Morad Berrada    | 1991      | 20  | WAC Nautic Club Nîmes | Championnats de France Jeunes (f) | Dijon    | 14 avril 2011    |
| 2 min 06 s 90 | Morad Berrada    | 1991      | 20  | WAC Nautic Club Nîmes | Championnats du monde (s)         | Shanghai | 27 juillet 2011  |
| 2 min 05 s 35 | Morad Berrada    | 1991      | 20  | WAC Nautic Club Nîmes | Jeux panarabes (f)                | Doha     | 21 décembre 2011 |

## Bassin de 25 mètres
| Temps         | Athlète       | Naissance | Âge | Club | Compétition                | Lieu           | Date             |
| ------------- | ------------- | --------- | --- | ---- | -------------------------- | -------------- | ---------------- |
| 2 min 06 s 83 | Saad Khalloqi |           |     | WAC  |                            | Rio de Janeiro | 28 novembre 1999 |
| 2 min 06 s 36 | Morad Berrada | 1991      | 19  |      | Championnats de France (s) | Chartres       | 5 décembre 2010  |
| 2 min 03 s 59 | Morad Berrada | 1991      | 20  |      | Championnats de France (s) | Angers         | 4 décembre 2011  |